# Colotis fausta
Colotis fausta är en fjärilsart som först beskrevs av Olivier 1804.  Colotis fausta ingår i släktet Colotis och familjen vitfjärilar.
Artens utbredningsområde är Syrien. Inga underarter finns listade i Catalogue of Life.

## Bildgalleri

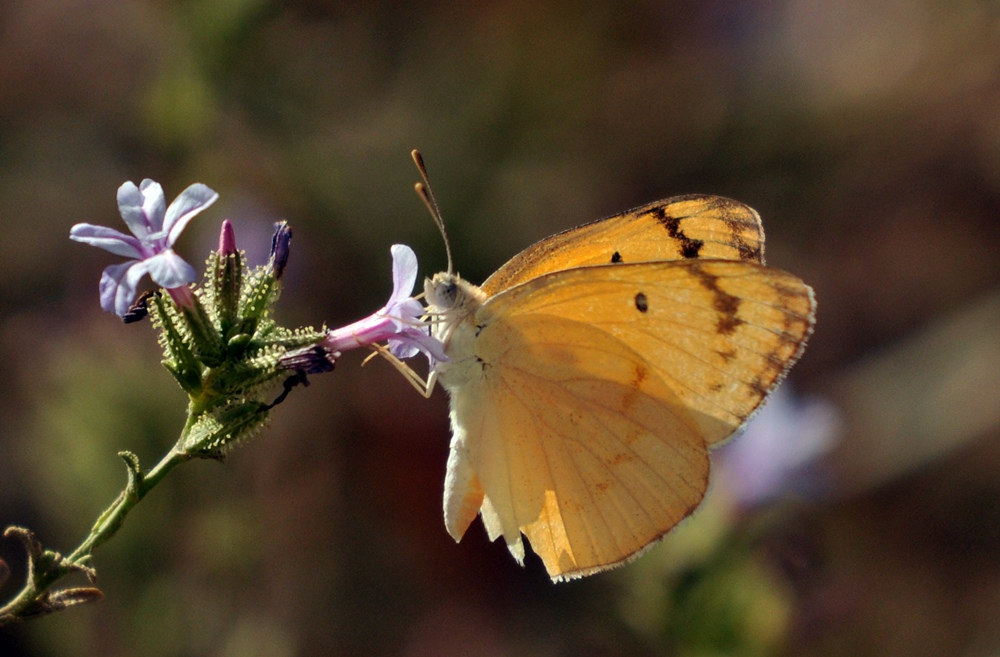
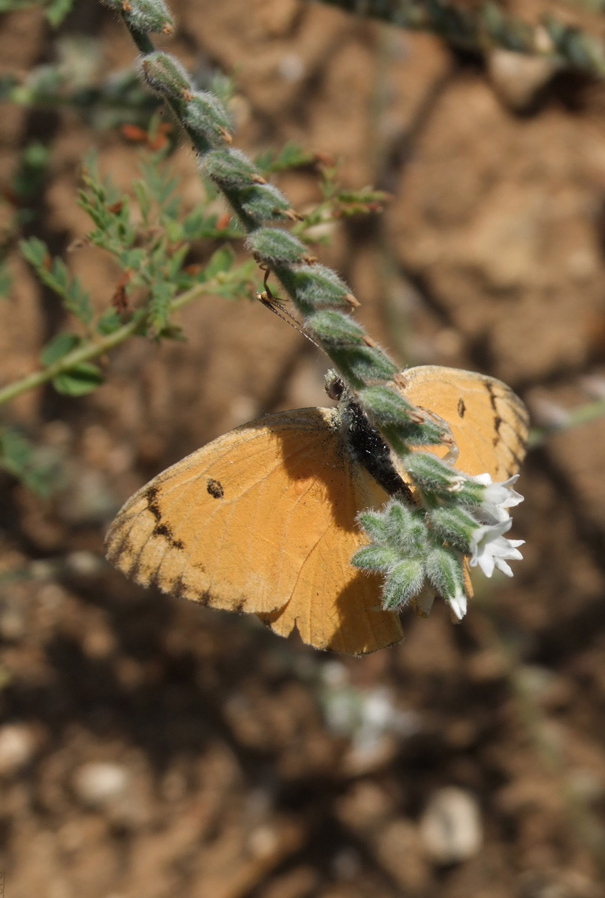
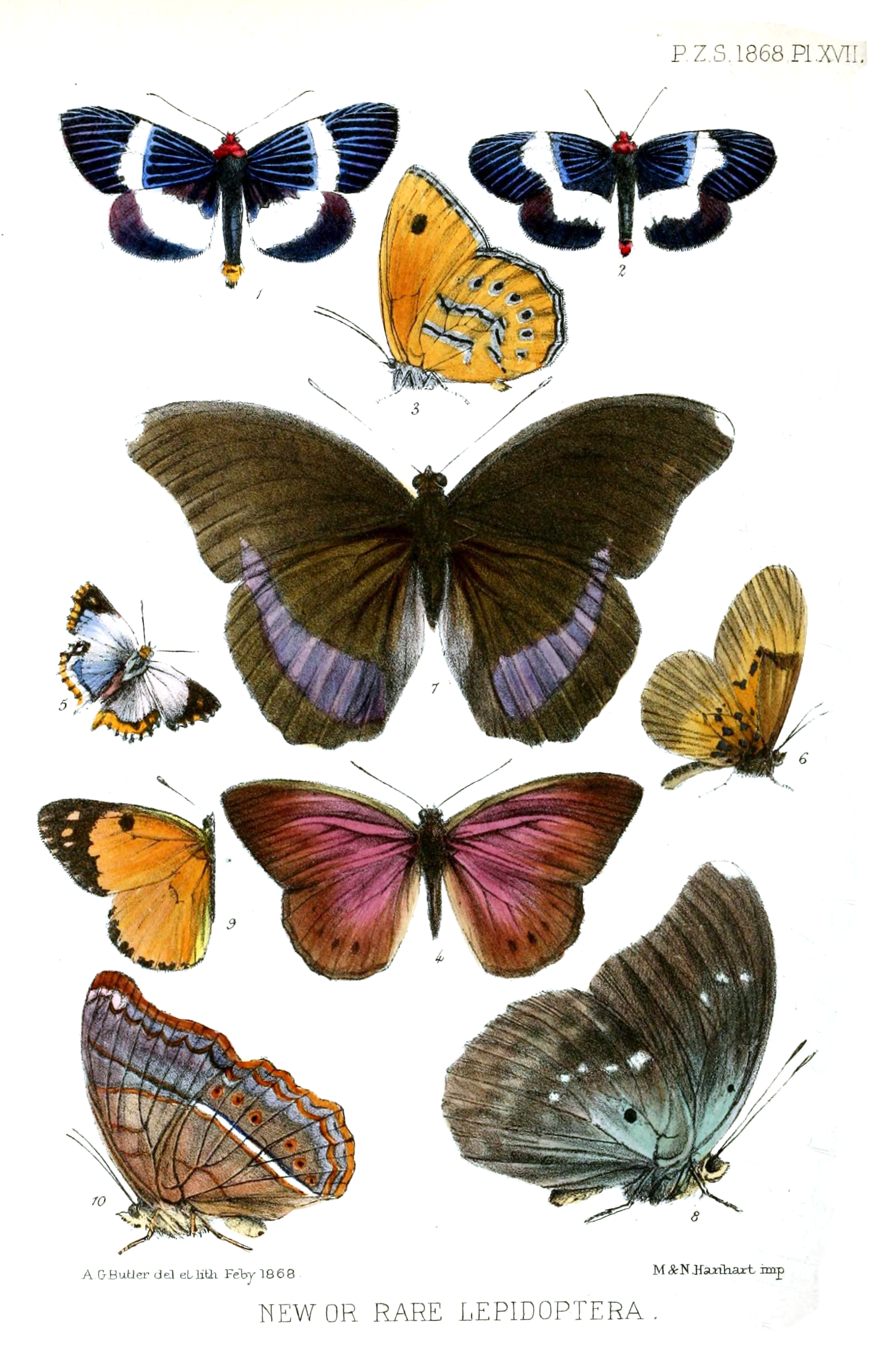
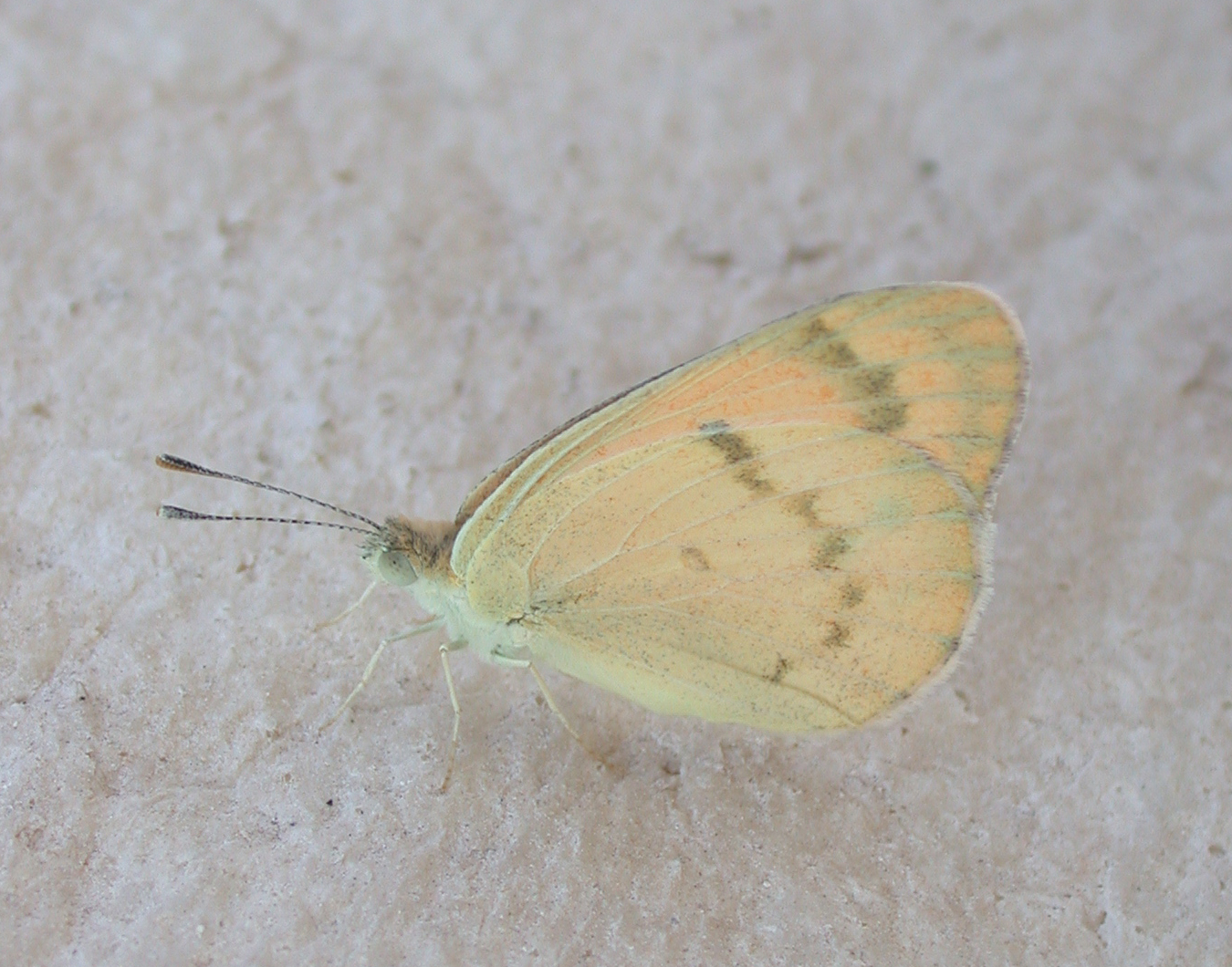
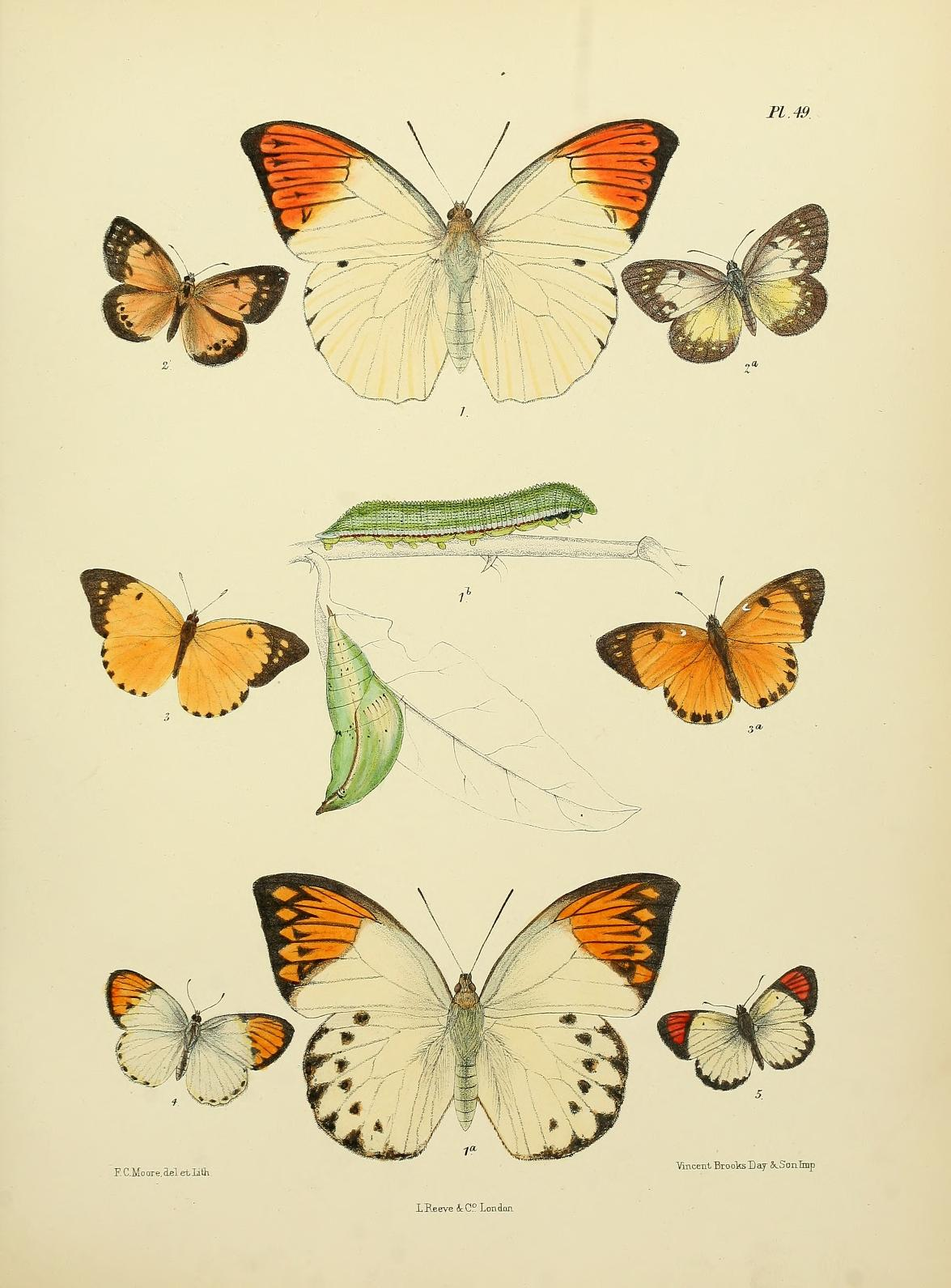